# Benzoato de etilo
El benzoato de etilo, C9H10O2, es el éster formado por la condensación de ácido benzoico y el etanol. Es un líquido incoloro que es parcialmente soluble en agua, pero miscible en solventes orgánicos.
Como con muchos ésteres volátiles, el benzoato de etilo tiene un olor agradable descrito como dulce, gaulteria, frutal, medicinal, cereza, y uva. Es un componente de algunas fragancias y sabores de fruta artificial.

## Síntesis
Un método sencillo y generalmente utilizado para la preparación del benzoato de etilo en el laboratorio es la esterificación acídica del ácido benzoico con etanol y ácido sulfúrico usando como catalizador: